# Riquet (metropolitana di Parigi)
Riquet è una stazione della linea 7 della metropolitana di Parigi.

## La stazione
Aperta nel 1910, rende omaggio all'ingegnere francese Pierre Paul Riquet (Béziers, 1604 - Tolosa, 1680) che ha ideato e prodotto, dal 1666, la costruzione del Canal du Midi, completato da suo figlio nel 1681.

## Corrispondenze
- Bus RATP: 54.
- Noctilien: N42.

## In prossimità
- Bassin de la Villette
- Canale dell'Ourcq
- Rue d'Aubervilliers